# Christopher A. Wray

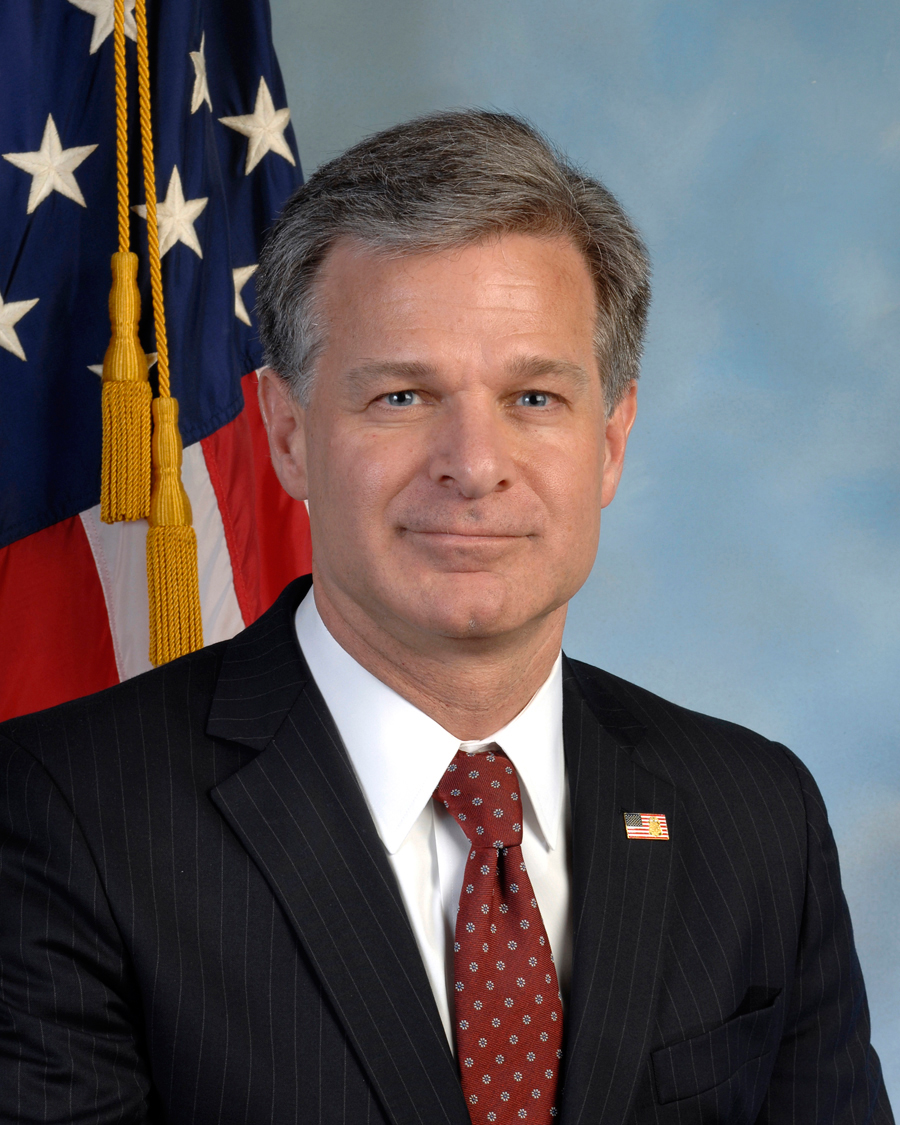
Christopher Wray (2017)

Christopher Asher Wray (* 17. Dezember 1966 in New York City) ist ein US-amerikanischer Jurist und Regierungsbeamter. Von August 2017 bis Januar 2025 war er Direktor des FBI.

## Hintergrund
Wray studierte bis 1992 Rechtswissenschaften an der Yale University. 1997 begann er seine Karriere als Assistenz-Bundesanwalt (Assistant United States Attorney) an einem Bezirksgericht in Georgia. 2001 wechselte er in das Justizministerium der Vereinigten Staaten; von 2003 bis 2005 leitete er in dem Ministerium, von George W. Bush ernannt, als Assistant Attorney General die Abteilung für Straftaten (Criminal Division) und arbeitete unter James Comey. 2005 trat er zurück und war danach bis 2017 für die Anwaltskanzlei King & Spalding tätig.
Am 7. Juni 2017 nominierte ihn US-Präsident Donald Trump für die Nachfolge des entlassenen FBI-Direktors James B. Comey. Am 1. August 2017 wurde Wray als solcher vom Senat mit 92 zu 5 Stimmen bestätigt und am Tag darauf vereidigt; er trat sein Amt als Direktor des FBI am 2. August 2017 an. Bei der öffentlichen Wiederholung seiner Vereidigung am 28. September des Jahres war Trump als erster Präsident in der amerikanischen Geschichte bei der öffentlichen Vereidigung eines FBI-Direktors nicht anwesend, da das FBI wegen seiner möglichen Verbindungen zu Russland ermittelte; dieselbe Einmaligkeit gilt für Wrays ferngebliebene Vorgänger Robert Mueller und Comey.
Am 11. Dezember 2024 gab Wray seinen Rücktritt zum Ende der Amtszeit von Präsident Joe Biden bzw. zum Beginn der zweiten Amtszeit Trumps bekannt; Trump hatte im Vorfeld bekannt gegeben, er wolle Kash Patel zum neuen FBI-Direktor ernennen, lange vor Ablauf von Wrays regulärer, 10-jährigen Dienstzeit.